# 船引バイパス
船引バイパス（ふねひきバイパス）とは、福島県田村市で整備が進められる国道288号バイパスである。

## 概要
国道288号は福島県の主要都市である郡山市と田村市、双葉郡双葉町等とを結ぶ延長約77 kmの幹線道路であり、とりわけ東日本大震災以降は「ふくしま復興再生道路」として福島県復興計画に位置付けられ中通りと浜通りとを結ぶ地域連携道路としての機能を有す。
しかしながら三春町や田村市では市街地中心部において交通渋滞が深刻化しており安全性や定時性の確保が課題となっている。こうした問題を解消するため、隣接する富久山バイパス、郡山東バイパス、三春西バイパス、三春バイパス等と一体的に広域ネットワークを構築し、良好な市街地環境形成のほか田村西部工業団地や磐越自動車道へのアクセス向上を目的に整備が進められているのが、船引バイパスである。
道路は起点から花木内石森線までの第1工区（L=約2.0 km）、市道花木内石森線から国道349号交点までの第2工区（L=約2.1 km）、国道349号交点から終点までの第3工区（L=約2.5 km）に分類される。1996年度（平成8年度）に全長6.6 kmのバイパス道路として新規事業採択され、1998年度（平成10年度）より用地取得、2000年度（平成12年度）より暫定工事に着手するも、財政的な理由により第1工区から集中的に事業を進めるため、第3工区は国道349号バイパス で代替できるとして2005年度（平成17年度）の県公共事業評価委員会における事業評価時に中止とされた。
第1工区については2000年度（平成12年度）から2004年度（平成16年度）にかけて起点側約300 m区間で暫定改良工事を実施したのち2012年度（平成22年度）より改良工および調査設計に着手し、2015年（平成27年）に供用された。当面の間は市道花木内石森線を介して国道現道と接続する事となる。
第2工区については2013年度（平成25年度）より用地交渉を開始し、2018年度（平成30年度）前半の供用を目指す。一方、事業中止とされた第3工区については、原発事故による避難者の帰還支援や周辺で郊外型店舗の増加に伴って増大する交通量への対策として、2014年度（平成26年度）より事業再開した。供用開始は平成30年代前半での供用を目指す方針が第3工区事業再開時に確認されている。

### 路線データ
- 起点 : 福島県田村市船引町春山
- 終点 : 福島県田村市常葉町西向
- 全長 : 約6.6 km
- 標準道路幅員 : 11.0 m
- 車線数 : 2車線
- 車線幅員 : 3.25 m

### 沿革
- 1996年度（平成8年度） - 事業化[3]。
- 1998年度（平成10年度） - 第1工区において用地取得に着手。
- 2000年度（平成12年度） - 第1工区において暫定工事に着手（ - 2004年度）[6]。
- 2005年度（平成17年度） - 第3工区の事業中止を決定[2]。
- 2012年度（平成24年度） - 第1工区において改良工・調査設計に、第2工区において測量・調査設計に着手[3]。
- 2013年度（平成25年度） - 第1工区において改良舗装工に、第2工区において用地取得に着手[3]。
- 2014年度（平成26年度） - 第3工区の事業再開方針を確認[5]。
- 2015年（平成27年）11月25日 -  第1工区供用開始[4]。
- 2022年（令和4年）9月28日 - 第2工区の一部延長0.9 kmが供用開始[7]。

## 地理

### 通過する自治体
- 福島県
  - 田村市